# Hüde
Hüde – miejscowość i gmina Niemczech, w kraju związkowym Dolna Saksonia, w powiecie Diepholz, wchodzi w skład gminy zbiorowej Altes Amt Lemförde.